# Freccia dei Vini
La Freccia dei Vini-Memorial Dottor Luigi Raffele és una cursa ciclista italiana disputada pels voltants de la ciutat de Vigevano. Es disputa anualment durant el mes de juliol des del 1972. El 2005 formà part del circuit UCI Europa Tour, amb una categoria 1.2.

## Palmarès
| Any  | Vencedor            | Segon               | Tercer             |
| ---- | ------------------- | ------------------- | ------------------ |
| 1972 | Giovanni Battaglin  |                     |                    |
| 1973 | Franco Pala         |                     |                    |
| 1974 | Giuseppe Martinelli |                     |                    |
| 1975 | Gabriele Landoni    |                     |                    |
| 1976 | Vittorio Algeri     |                     |                    |
| 1977 | Dino Porrini        |                     |                    |
| 1978 | Luigi Gritti        |                     |                    |
| 1979 | Emanuele Bombini    |                     |                    |
| 1980 | Juan Arroyo         |                     |                    |
| 1981 | Fabrizio Verza      |                     |                    |
| 1982 | Tullio Cortinovis   |                     |                    |
| 1983 | Tullio Cortinovis   |                     |                    |
| 1984 | Stefano Bizzoni     |                     |                    |
| 1985 | Giuseppe Calcaterra |                     |                    |
| 1986 | Johnny Carrera      |                     |                    |
| 1987 | Valerio Tebaldi     |                     |                    |
| 1988 | Sergio Carcano      |                     |                    |
| 1989 | Stefano Cortinovis  |                     |                    |
| 1990 | Mauro Consonni      |                     |                    |
| 1991 | Massimo Maestri     |                     |                    |
| 1992 | Massimo Donati      |                     |                    |
| 1993 | Rosario Fina        |                     |                    |
| 1994 | Marco Bellini       |                     |                    |
| 1995 | Walter Pedroni      |                     |                    |
| 1996 | Simone Mori         |                     |                    |
| 1997 | Ellis Rastelli      |                     |                    |
| 1998 | Alessandro Volpe    |                     |                    |
| 1999 | Eddy Ratti          |                     |                    |
| 2000 | Andrei Moukhine     |                     |                    |
| 2001 | Damiano Giannini    |                     |                    |
| 2002 | Santo Anzà          | Domenico Pozzovivo  | Francesco Tizza    |
| 2003 | Dimitri Dementiev   | Aristide Del Fatti  | Aristide Ratti     |
| 2004 | Antonio Quadranti   | Ruslan Pidgornyy    | Giairo Ermeti      |
| 2005 | Maurizio Bellin     | Alberto Milani      | Marcel Wyss        |
| 2006 | Bruno Rizzi         | Francesco Tizza     | Gabriele Orizzonte |
| 2007 | Bruno Rizzi         | Cristiano Colombo   | Luca Gasparini     |
| 2008 | Damiano Margutti    | Luca Gasparini      | Giovanni Carini    |
| 2009 | Pavel Kochetkov     | Luca Dodi           | Giuseppe Pecoraro  |
| 2010 | Alessio Marchetti   | Cristiano Monguzzi  | Maksym Averin      |
| 2011 | Cristiano Monguzzi  | Gabriele Pizzaballa | Luciano Barindelli |
| 2012 | Patrick Facchini    | Ricardo Pichetta    | Matteo Busato      |
| 2013 | Merhawi Kudus       | Gianfranco Zilioli  | Giacomo Gallio     |
| 2014 | Mirco Maestri       | Matteo Collodel     | Marco Tizza        |
| 2015 | Davide Pacchiardo   | Edward Ravasi       | Jacopo Mosca       |
| 2016 | Raffaelo Bonusi     | Davide Orrico       | Jacopo Mosca       |
| 2017 | Raimondas Rumšas    | Umberto Marengo     | Andrea Garosio     |